# Heterochelus senex
Heterochelus senex är en skalbaggsart som beskrevs av Hermann Burmeister 1844. Heterochelus senex ingår i släktet Heterochelus och familjen Melolonthidae. Inga underarter finns listade i Catalogue of Life.